# ألان فرازير (موسيقي)
ألان فرازير هو موسيقي كندي، ولد في 21 يوليو 1948 في سانت استيفان، نيو برونزويك ‏ في كندا.